# 旧圣帕尔杜
旧圣帕尔杜（法語：Saint-Pardoux-le-Vieux，法語發音：[sɛ̃ paʁdu lə vjø]）是法国新阿基坦大区科雷兹省的一个市镇，与新圣帕尔杜相邻，属于于塞勒区。该市镇总面积15.8平方公里，2009年时的人口为297人。

## 地理
旧圣帕尔杜位于法國中央高原的一个国家公园内。
省会蒂勒位于其西南70千米处，埃格勒通位于其西南30千米处，于塞勒位于其南方约10千米处。
周边市镇有北边的圣雷米、东边的利尼亚雷、东南的于塞勒、西南的沙沃罗什和西北的圣日耳曼拉沃。
迪耶日河的一条支流流过镇全境。

### 交通
旧圣帕尔杜位于A89高速公路第23号出入口东北15千米处。

## 人口
旧圣帕尔杜人口变化图示

## 镇徽
镇徽左半部底色是蓝色的，又半部上方的底色是蓝色的，下方的底色是白色的。左半部上有一只红色舌头的金色狮子，一道红杠正跨其中。右半部上方是一只金色的鹿头带鹿角，面对观众，下方是一朵红色的百合花。

## 名胜
圣帕尔杜教堂有许多有趣的雕塑。